# Mbissel
Mbissel est un village de l'ouest du Sénégal.

## Histoire

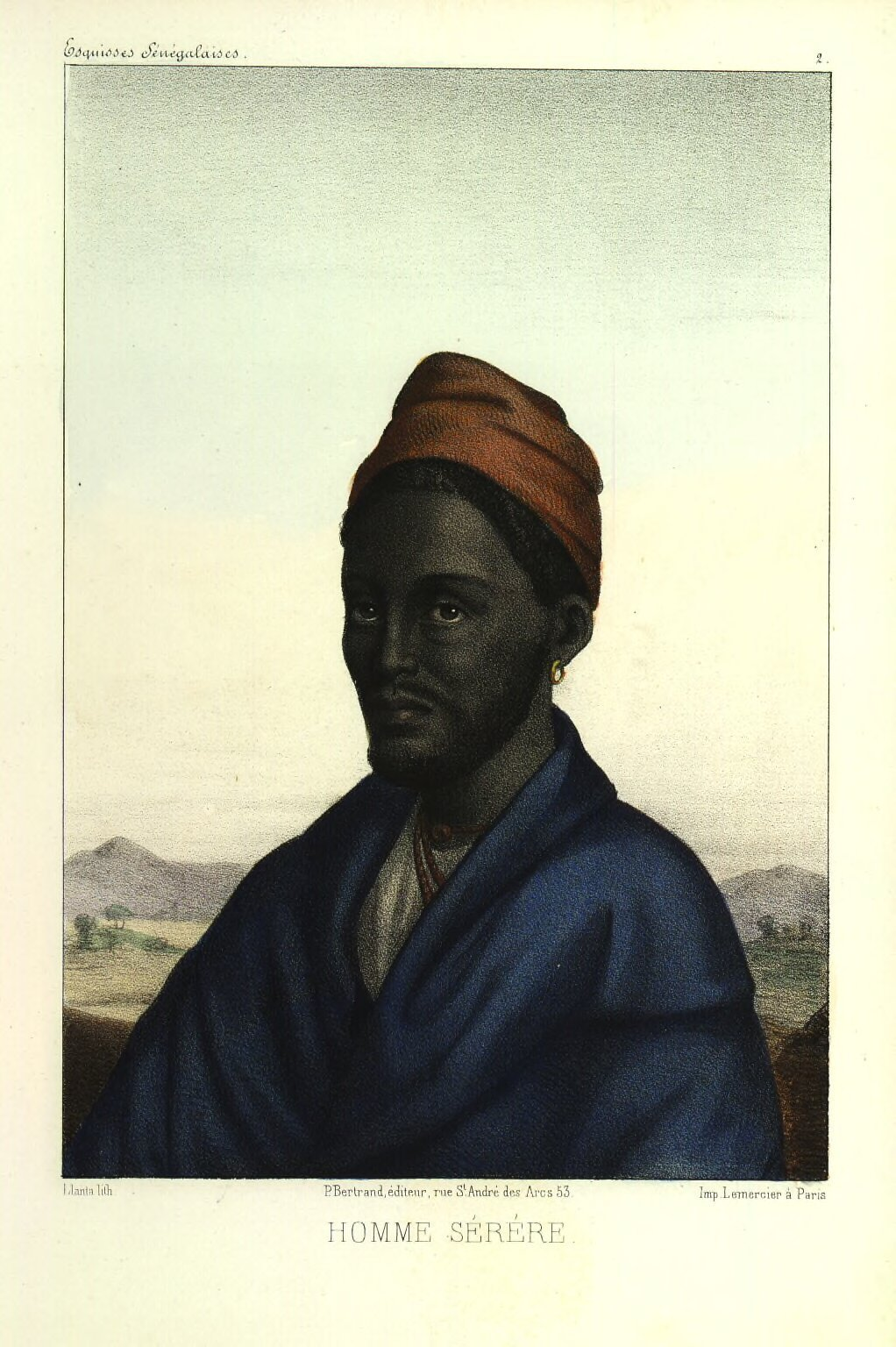
Roi du Sine: Maat Sine Ama Diouf Gnilane Faye Diouf. sérère de Mbissel (aquarelle de l'abbé Boilat dans Esquisses sénégalaises, 1853)

Mbissel est le premier village où s'établirent, au XIVe siècle les Guelwar, une aristocratie mandingue.
Ce fut la première capitale du royaume du Sine.
Dans la localité, un site a été classé par les Monuments historiques. Il s'agit de la tombe de Maissa Waly Dione, fondateur du royaume du Sine, celui que Léopold Sédar Senghor désigne comme l'« éléphant de Mbissel » dans un poème célèbre : « Éléphant de Mbissel, par tes oreilles absentes aux yeux, Entendent mes Ancêtres ma prière pieuse ».

## Administration
Mbissel fait partie de la communauté rurale de Fimela, située dans le département de Fatick (région de Fatick).

## Géographie

### Population
Selon le PEPAM (Programme d'eau potable et d'assainissement du Millénaire), Mbissel compte 600 personnes et 68 ménages.

## Jumelages et partenariats
Maisons Historiques:
Mbind Tok
Mbind Souma Yém
Mbind Mbissane
Mbind Wamarame
Mbind Seck
Maisons historiques secondaires:
Mbind Mamedou
Mbind Kora

## Personnalités nées à Mbissel
- Siga Bathial première Reine
- Meissa Waly Mané
- Samba Deb Diome Premier chef du village